# Vila Planá růže (Zbraslav)
Vila Planá růže je nemovitá kulturní památka v Praze - Zbraslavi na pravé straně nástupu na zbraslavský Most Závodu míru.  Jedná se o soukromou honosnou neorenesanční vilu z konce 19. století (1899) s hranolovou věží a s několika secesními malbami na fasádě. Architektura vily byla ovlivněna historizujícími styly a vila samotná tak představuje dobrý příklad villegiatury konce 19. století. Vila nese výrazné znaky stavebního stylu neorenesance obohacené o secesní prvky. Za povšimnutí (kromě fasádních secesních fresek) stojí i kované domovní znamení a nápis: „Kdo vstoupí vítán buď, zde mír je šotek domácí, hleď zachovat jej ty, an vypuzen se nevrací! L. P. 1899“. Díky rohové věži je celá stavba velmi členitá. První i druhé patro věže má na fasádě keramické obklady imitující vazákovou vazbu cihlové zdi.

## Odkazy

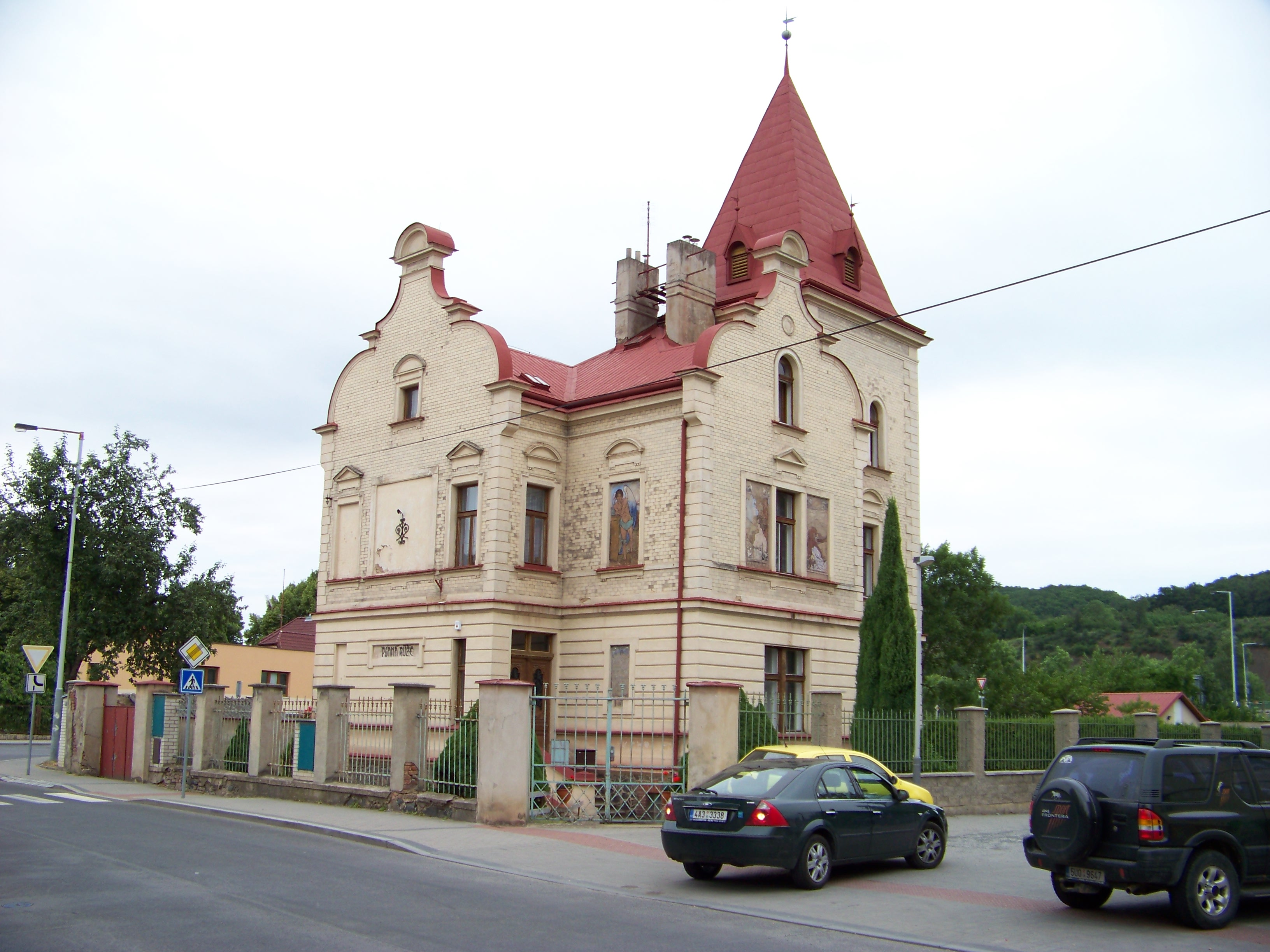
Pohled na vilu ze strany, kde jsou umístěny secesní malby na fasádě (rok: 2011)